# توم ستاوت
توم ستاوت هو سياسي أمريكي، ولد في 20 مايو 1879 في نيو لندن (ميزوري) في الولايات المتحدة، وتوفي في 26 ديسمبر 1965 في بيلينغز في الولايات المتحدة. نشط حزبياً في الحزب الديمقراطي. وقد انتخب عضو مجلس ولاية مونتانا ‏ وانتخب عضو مجلس نواب مونتانا ‏ وانتخب عضو مجلس النواب الأمريكي.